# What Have You Done for Me Lately
What Have You Done for Me Lately är en låt framförd av Janet Jackson, inspelad till hennes tredje studioalbum Control (1986). Jackson skrev låten tillsammans med Jimmy Jam & Terry Lewis, vilka stod för produktionen. A&M Records gav ut den som albumets huvudsingel den 13 januari 1986. Efter två kommersiellt misslyckade album och byte av manager började Jackson arbeta på nytt material. "What Have You Done for Me Lately" var ursprungligen avsedd till Jam och Lewis eget album, men texten skrevs om för att passa känslorna Jackson kände kring sin egen skilsmässa från James DeBarge i januari 1985. Den beskriver en kvinnas frustration över sin partner och relation.
Musikjournalister var positiva till "What Have You Done for Me Lately" som ansåg att låten framgångsrikt eliminerade ingeny framtoningen från Jacksons första två album och återlanserade henne som en fri och oberoende kvinna. Låten har inkluderats på flera musikjournalisters listor över de bästa kompositionerna genom tiderna och den mottog även en Grammy Award-nominering i kategorin Best Rhythm & Blues Song år 1987. "What Have You Done for Me Lately" nådde fjärdeplatsen på amerikanska singellistan Billboard Hot 100 och mottog ett guldcertifikat av Recording Industry Association of America (RIAA). Den nådde även andraplatsen på dansmusiklistan Hot Dance Club Songs samt toppen på R&B-listan Hot Black Singles. Utanför Jacksons hemland toppade låten singellistan i Nederländerna samt topp-tio i Tyskland, Schweiz och Storbritannien.
Musikvideon till "What Have You Done for Me Lately" regisserades av Brian Jones och Piers Ashworth och koreograferades av Paula Abdul. I videon ses Jackson gå ut på middag med sina närmsta vänner för att diskutera hennes relationsproblem. Videon vann en Soul Train Music Award i kategorin Best R&B/Soul or Rap Music Video år 1987. Första gången Jackson framförde låten var på den 29:e Grammy Awards-upplagan år 1987. Hon har sedan dess inkluderat den på alla sina konsertturnéer. Den har inkluderats på alla Jacksons samlingsalbum – Design of a Decade: 1986–1996 (1995), Number Ones (2009) samt Icon: Number Ones (2010). "What Have You Done for Me Lately" har samplats eller nytolkats av en mängd artister och betraktas som en av Jacksons mest framträdande låtar som etablerade henne som ett känt namn inom popmusiken.

## Bakgrund
År 1982 vid femton års ålder fick Janet Jackson ett skivkontrakt med A&M Records tack vare sin far och manager Joseph Jackson. Han hade därefter översyn under skapandet av hennes debutalbum Janet Jackson (1982) och uppföljaren Dream Street (1984). Det sistnämnda albumet producerades av hennes bröder Marlon och Michael. Båda albumen bestod främst av tuggummipop och blev aldrig kommersiella framgångar. Inledningsvis var Jackson, som främst riktat in sig på skådespeleri i TV, ovillig att bli en sångare till skillnad från hennes övriga syskon. I en intervju sade hon: "Jag hade precis medverkat i TV-serien Fame som jag avskydde att göra. Jag ville inte spela in det första albumet [Janet Jackson]. Jag ville gå på collage. Men jag gjorde det till sist för min fars skull...". Hon medgav att hon ofta var i dispyter med de första två albumens producenter. Samtidigt som det var turbulent yrkesmässigt gjorde Jackson uppror hemma genom att gå emot sin familjs önskan och gifta sig med James DeBarge från musikgruppen DeBarge. Familjen Jackson ogillade starkt relationen med James då han inte bara ansågs vara omogen utan dessutom använde droger. Efter en kortare tid som sambos lämnade Jackson sin make i januari 1985 för att sedan flytta hem till föräldrarna igen. Äktenskapet blev senare ogiltigförklarat.
Inför skapandet av sitt tredje studioalbum Control beslutade sig Jackson för att till sist sparka sin far som sin manager och anställde istället John McClain som var vicepresident för A&M Records' avdelning för A&R. Om förändringarna kommenterade Jackson: "Jag ville komma bort hemifrån och bort från min far. Det var ett av de svåraste besluten jag någonsin fattat, att berätta för honom att jag inte ville jobba tillsammans igen." Joseph Jackson förargades av McClain och vad han ansåg var ett bedrägligt försök att stjäla hans dotters karriär från honom. Han sade: "Jag har jobbat hårt för min familj. Men när andra parter kommer och försöker stjäla dem ifrån mig så har vi problem. Hjulen är redan i rullning för Janet Jackson. Vem än som hoppar på nu åker bara snålskjuts." McClain svarade med att säga: "Jag försöker inte sälja ut Janet Jackson eller stjäla henne från sin far." Inför skapandet av Jacksons nya album introducerade han henne för låtskrivar- och produktionsduon Jimmy Jam & Terry Lewis som dessförinnan arbetat med Prince samt varit medlemmar i musikgruppen The Time.

## Koncept och inspelning
Initialt krävde Joseph Jackson att hans dotters nya album skulle produceras i Los Angeles så att han skulle kunna hålla ett öga på henne, något som Jam och Lewis vägrade att gå med på. De hävdade bestämt att hela albumet skulle skapas i deras egen inspelningsstudio i Minneapolis, Minnesota, "långt från glitter, Hollywoods distraktioner och överbeskyddande pappamanagers". Jam sade: "Vi krävde att dom släppte iväg henne i våra händer. Vi ville göra albumet på vår mark, utan livvakter, utan utflykter och utan Joe Jacksons folk som lade sig i vårt arbete och kom med synpunkter." Jackson flyttade till Minneapolis så hon kunde spela in albumet i studion Flyte Tyme Studios, huvudkontoret för Flyte Tyme Records, som grundats av Jam och Lewis. Efter att Jackson spelat in hela albumet ville McClain ha en ytterligare upptempolåt för att runda av albumet. Jackson reste tillbaka till Minneapolis för att spela in ett ytterligare spår, med titeln "What Have You Done for Me Lately" som ursprungligen skapats till Jam och Lewis eget album. Jam mindes tillbaka i en intervju: "Hon satt utanför i loungen och utbrast: 'Det där är en riktigt funkig låt. Vem är den till?' Och vi svarade: 'Den är till dig' och hon sade: 'Okej, coolt'. Hon såg väldigt nöjd ut efter det."
Texten till låten skrevs om för att passa Jacksons känslor kring hennes ogiltigförklarade äktenskap med DeBarge. Den valdes ut som huvudsingel av Jam och Lewis som ansåg att den bäst reperesenterade Jacksons nyfunna livsperspektiv: "Jag tycker att den var väldigt representativ för funken och resten av den sparsmakade produktionen samt attityden Janet hade kring att vara i kontroll, vara så pass mogen att hon hade klara uppfattningar kring vad hon ville sjunga om." Inspirationen bakom texten kom även från hennes egen erfarenhet av att bli sexuellt trakasserad av en grupp män utanför hennes hotell i Minneapolis under skapandet av albumet. I en intervju berättade Jackson: "De [männen] var psykiskt misshandlande. Sexuellt hotfulla. Istället för att springa till Jimmy eller Terry för skydd stod jag upp för mig själv. Jag fick dem att lägga av. Det var från denna situation som 'Nasty' och 'What Have You Done for Me Lately' föddes, ur känslor av självförsvar."

## Komposition och textanalys

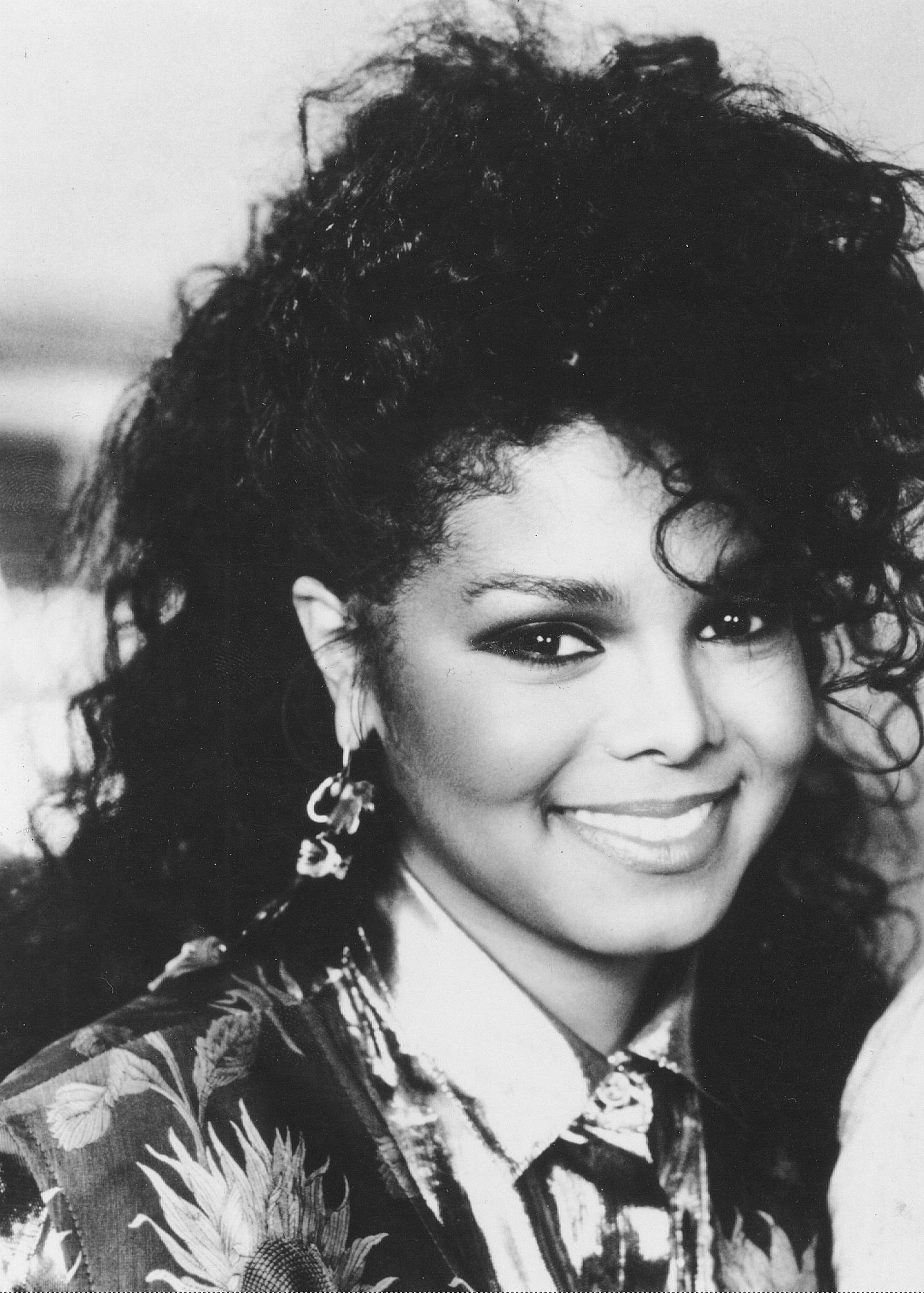
I "What Have You Done for Me Lately" ifrågasätter Jackson en kärlekspartner som inte är lika omtänksam längre (på bild: Jackson, 1986).

"What Have You Done for Me Lately" har beskrivits som en danslåt i upptempo. Den inleds med ett talat intro där Jacksons väninna frågar henne titelfrågan. I en Billboard-artikel beskrev musikjournalisten kompositionens beats som "hånande och tigeraktig". Ed Gonzalez från Slant Magazine inkluderade låten på plats 80 i tidskriftens lista över de hundra bästa musiksinglarna från 1980-talet. Gonzales kommenterade: "Inget får mig att försvinna in i ett darrande, tillbakadraget tillstånd som en fnissig, oartikulerad Janet Jackson-dänga."
Texten beskriver en kvinna som ifrågasätter en kärlekspartner som inte är lika omtänksam som tidigare. Han tar henne för givet varpå hon kallar honom för en nolla. Jackson sjunger: "I never ask for more than I deserve, you know it's the truth/ You seem to think you're God's gift to this earth. I'm telling you no way". Författaren Veda A. McCoy noterade i boken  Lifepower: Six Winning Strategies to a Life of Purpose, Passion & Power att låttexten påminde om budskapet att det inte bara handlar om "vad man säger, utan också vad man faktiskt gör". I en av verserna fortsätter Jackson att sjunga: "You ought to be thankful for the little things/ But little things are all you seem to give". Vibe Magazine ansåg att Jackson med låten "stod upp mot män" medan Chris Smith från New York beskrev refrängen som "ren och skär krigföring".